# Lịch sử hành chính Kon Tum
Lịch sử hành chính Kon Tum có thể xem mốc khởi đầu từ năm 1904 với sự kiện thành lập tỉnh Plei Ku Der. Đến này 16 tháng 7 năm 2019, tỉnh Kon Tum có 10 đơn vị hành chính cấp huyện, bao gồm 1 thành phố và 9 huyện với 102 đơn vị hành chính cấp xã, bao gồm 10 phường, 7 thị trấn và 85 xã.

## Lịch sử tổ chức hành chính

### Trước khi thành lập tỉnh
Vùng đất Kon Tum ngày xưa là vùng đất hoang vắng, đất rộng, người thưa với sự sinh sống của các dân tộc bản địa gồm Xơ Đăng, Bana, Gia Rai, Giẻ Triêng, Brâu, Rơ Măm. Đất rộng người thưa, cách biệt với bên ngoài bởi rừng rậm và núi non hiểm trở, các làng bản địa là những xã hội thu nhỏ, chưa có một chính quyền liên minh trong khi chính quyền các quốc gia hùng mạnh xung quanh như Đại Việt, Chân Lạp, Chiêm Thành, Vạn Tượng chưa vươn tầm kiểm soát đến đây.
Năm 1471, sau khi vua Lê Thánh Tông chinh phạt Chiêm Thành, đẩy lùi chính quyền Chiêm Thành về phía Nam (tương ứng vùng từ Khánh Hòa đến Bình Thuận ngày nay), đã cử các sứ thần thu phục các bộ tộc ở Tây Nguyên và sáp nhập vùng đất này vào lãnh thổ của Đại Việt. Thời Tây Sơn, ba anh em Nguyễn Nhạc, Nguyễn Huệ và Nguyễn Lữ cử nhiều sứ giả đến tăng cường quan hệ hợp tác đồng minh với các bộ tộc vùng này nhằm tạo một hậu cứ vững chắc làm bàn đạp tiến xuống duyên hải, đồng thời mộ quân và tài lực phục vụ cho chiến tranh.
Thời Thiệu Trị, năm 1840, triều đình Huế cho lập Bok Seam, một người Bahnar làm quan cai trị các bộ tộc Tây Nguyên, đồng thời cho phép người Kinh và bộ tộc được phép tự do quan hệ mua bán, trao đổi.
Trong thời gian này, các giáo sĩ Thiên chúa giáo cũng tìm cách mở đường lên cao nguyên để truyền đạo, trong đó có cả Kon Tum. Lịch sử Giáo hội Công giáo tại Việt Nam ghi nhận, sau chuyến mở đường năm 1848, 2 linh mục Pháp và 7 thầy giảng người Việt đã đến Kon Tum và đặt cơ sở tôn giáo tại đây vào năm 1850. Hai trong 4 trung tâm truyền giáo đầu tiên được đặt ở vùng Kon Tum ngày nay: Kon Kơ Xâm (do linh mục Combes phụ trách, truyền giáo bộ tộc Bahnar-Jơlơng) và Kon Trang (do linh mục Dourisboure phụ trách, truyền giáo bộ tộc Xơ Đăng).
Sau khi nắm được toàn quyền thực dân ở Đại Nam, người Pháp bắt đầu mở rộng quyền kiểm soát và tiến lên khai thác vùng Tây Nguyên. Năm 1888, một nhà phiêu lưu người Pháp là Mayréna xin phép chính quyền Pháp đi thám hiểm khu vực Tây Nguyên để thỏa thuận với các dân tộc thiểu số ở đây và được Toàn quyền Đông Dương lúc đó là Ernest Constans chấp thuận. Bằng các tiểu xảo, Mayréna đã thu phục được một số bộ tộc thiểu số (cụ thể là hai dân tộc Ba Na và Xơ Đăng) và thành lập ra Vương quốc Sedang với Mayréna làm vua, lấy hiệu là Vua Marie đệ nhất, vua Sedang. Thủ đô của Vương quốc Sedang tại làng Long Răng, hiện nay là làng Kon Gu, xã Ngok Wang, huyện Đăk Hà tỉnh Kon Tum, lấy tên là Pelei Agna hay thành phố vĩ đại, một số nguồn nói rằng tên thủ đô của vương quốc Sedang là Maria Pelei.
Sau đó, Mayréna quay về Quy Nhơn và thuyết phục chính quyền thực dân Pháp mua lại vương quốc Sedang. Sau khi Pháp từ chối đề nghị này, Mayréna sang Hồng Kông với ý định bán lại vương quốc Sedang cho người Anh. Nhân dịp này, công sứ Quy Nhơn Guiomar đã tìm cách ngăn chặn Mayréna trở về, đồng thời đặt quyền kiểm soát Tây Nguyên, dưới quyền công sứ Quy Nhơn. Năm 1892, chính quyền thực dân Pháp cho đặt tòa đại lý hành chính Kon Tum, do một giáo sĩ người Pháp là Vialleton (tên Việt: Truyền) phụ trách, trực thuộc tòa công sứ Bình Định.

### Thời Pháp thuộc
Ngày 4 tháng 7 năm 1904, chính quyền thực dân Pháp thành lập tỉnh Plei Ku Der, do một công sứ Pháp là Leon Plantié nắm quyền cai trị, gồm hai tòa đại lý hành chính mơi thành lập là Kon Tum (trước đây thuộc Bình Định) và Cheo Reo (trước đây thuộc Phú Yên). Ngày 25 tháng 4 năm 1907, chính quyền thực dân Pháp lại bãi bỏ tỉnh Plei Ku Der. Toàn bộ đất đai của tỉnh Plei Ku Der gồm hai tòa đại lý hành chính Kon Tum và Cheo Reo được sáp nhập trở lại hai tỉnh Bình Định và Phú Yên như trước đó. Ở tòa đại lý Kon Tum, viên đại lý đầu tiên là Guenot.

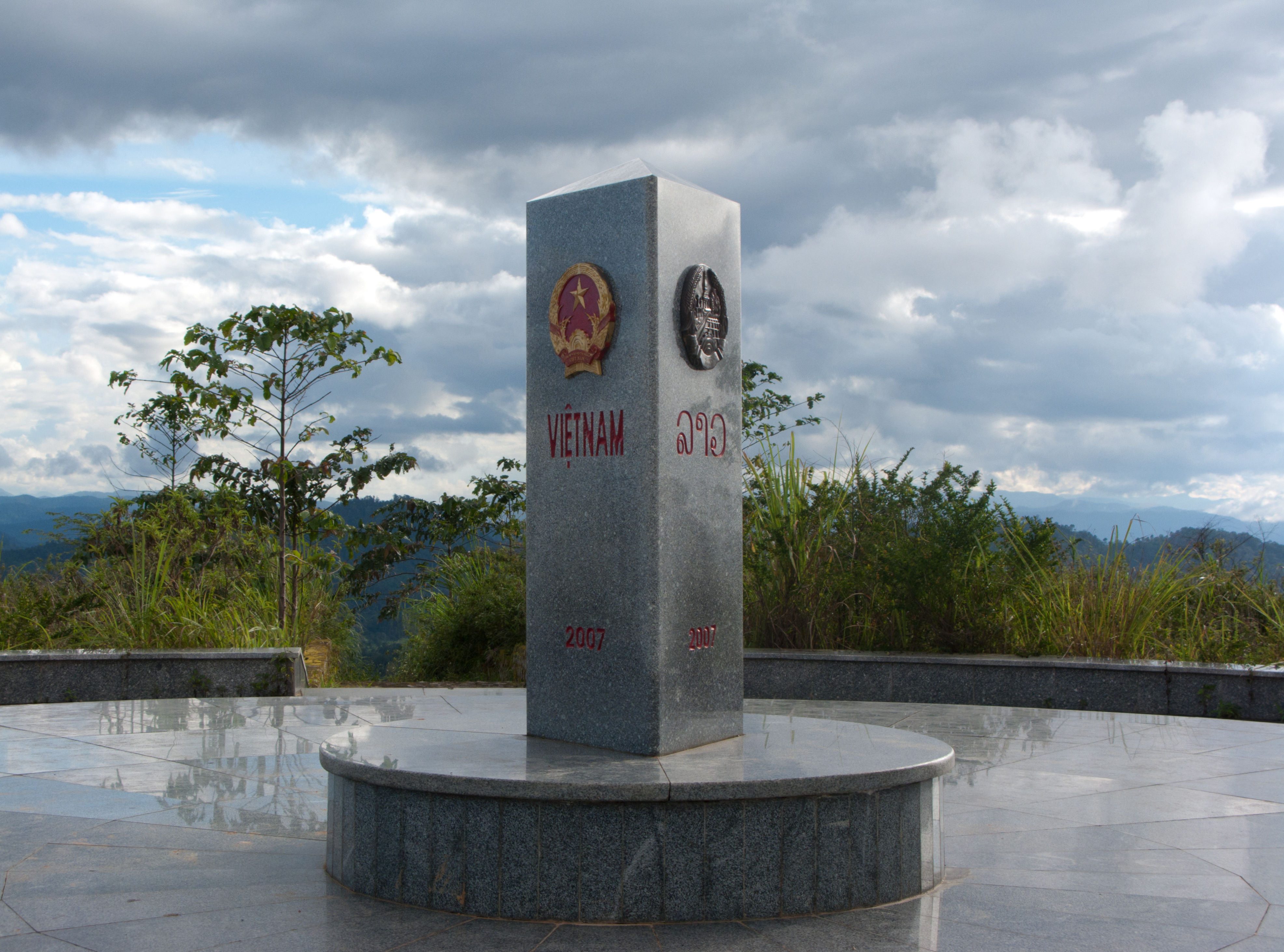
Cột mốc ngã ba biên giới Việt Nam-Lào-Campuchia

Ngày 9 tháng 2 năm 1913, chính quyền thực dân Pháp chính thức thành lập tỉnh Kon Tum, bao gồm đại lý hành chính Kon Tum tách ra từ Bình Định, đại lý hành chính Cheo Reo tách ra từ Phú Yên, và đại lý hành chính Buôn Ma Thuột. Hiện nay, chính quyền tỉnh Kon Tum đã chính thức lấy ngày 9 tháng 2 năm 1913 là ngày thành lập tỉnh, năm 2013, UBND tỉnh Kon Tum đã long trọng tổ chức lễ kỷ niệm 100 năm ngày thành lập. Năm 1917, Pháp thành lập tòa đại lý hành chính An Khê, gồm huyện Tân An và khu vực người dân tộc thiểu số đặt dưới quyền cai trị của công sứ Kon Tum. Ngày 2 tháng 7 năm 1923, thành lập tỉnh Đắk Lắk trên cơ sở tách đại lý Buôn Ma Thuột khỏi tỉnh Kon Tum.
Ngày 3 tháng 12 năm 1929, thị xã Kon Tum được thành lập, trên thực tế chỉ là thị trấn, gồm tổng Tân Hương và một số làng dân tộc thiểu số phụ cận. Ngày 25 tháng 5 năm 1932, tách đại lý Pleiku ra khỏi tỉnh Kon Tum để thành lập tỉnh Pleiku. Đến ngày 9 tháng 8 năm 1943, đại lý hành chính An Khê được tách khỏi tỉnh Kon Tum, sáp nhập vào tỉnh Pleiku. Lúc này tỉnh Kon Tum chỉ còn lại tổng Tân Hương và toàn bộ đất đai vùng đồng bào dân tộc thiểu số.
Ngày 3 tháng 2 năm 1929, theo nghị định của Khâm sứ Trung Kỳ, tổng Tân Hương được lập thành thị trấn Kon Tum, từ đó thị trấn Kon Tum trở thành tỉnh lị của tỉnh Kon Tum.

### Trong chiến tranh giành độc lập
Sau Cách mạng tháng 8, chính quyền Việt Nam Dân chủ Cộng hòa đã tổ chức lại tỉnh Kon Tum thành 4 đơn vị hành chính gồm các huyện Đăk Glei, Đăk Tô, Konplong và thị xã Kon Tum. Ngày 26 tháng 6 năm 1946, người Pháp tái chiếm lại Kon Tum và sau đó trao lại quyền kiểm soát về danh nghĩa cho Quốc gia Việt Nam (thành lập năm 1949) để thành lập Hoàng triều cương thổ. Trên thực tế, bộ máy cai trị tại đây vẫn trên cơ sở hành chính cũ của người Pháp.
Về phía chính quyền Việt Nam Dân chủ Cộng hòa, tỉnh Kon Tum chịu sự quản lý chỉ đạo về hành chính của Xứ ủy Trung Kỳ và Phân ban vận động quốc dân thiểu số Nam Trung Bộ. Tháng 1 năm 1947, Phân khu 15 thành lập, trong đó nòng cốt là tỉnh Kon Tum và các huyện miền Tây của hai tỉnh Quảng Nam và Quảng Ngãi. Trên thực tế, tổ chức hành chính của tỉnh Kon Tum vẫn giữ nguyên, nhưng chịu sự quản lý và chi phối của Phân khu 15 về hoạt động quân sự. Tháng 8 năm 1947, Khu 15 Tây Nguyên được thành lập, tỉnh Kon Tum là một trong những đơn vị hành chính trực thuộc Khu 15. Tháng 3 năm 1950, theo chủ trương của Liên Khu ủy V, tỉnh Kon Tum và Gia Lai được sáp nhập thành tỉnh Gia - Kon. Tháng 10 năm 1951, theo quyết định của Liên Khu ủy V, tỉnh Kon Tum và các huyện phía tây Quảng Ngãi hợp nhất thành Mặt trận miền Tây. Tháng 2 năm 1954, Kon Tum là tỉnh đầu tiên và duy nhất ở Tây Nguyên hoàn toàn đặt dưới quyền kiểm soát của Việt Minh. Một thời gian sau, Mặt trận miền Tây cũng được giải thể.

### Hệ thống 2 chính quyền trong Chiến tranh Việt Nam
| Dân số tỉnh Kon Tum năm 1967 | Dân số tỉnh Kon Tum năm 1967 |
| Quận                         | Dân số                       |
| ---------------------------- | ---------------------------- |
| Dak Sut                      | 9.690                        |
| Dak To                       | 20.187                       |
| Kon Tum                      | 48.722                       |
| Tổng số                      | 78.599                       |

Sau khi Hiệp định Giơnevơ được ký kết, phía Quốc gia Việt Nam tiếp quản Kon Tum. Năm 1958 dưới thời Việt Nam Cộng hòa, bộ máy hành chính tỉnh Kon Tum được chia thành tòa hành chính Kon Tum - bộ máy hành chính cấp tỉnh, bên dưới gồm các quận Kon Tum, Đăk Tô, Konplong và Đăk Sút.
Năm 1958, Việt Nam Cộng hòa thành lập quận Toumơrông. Năm 1959, tiếp tục lập thêm quận Chương Nghĩa. Năm 1960, quận Konplong bị xóa bỏ. Năm 1961, tỉnh Kon Tum còn lại 4 đơn vị hành chính cấp quận là Kon Tum, Đăk Tô, Đăk Sút, Toumơrông.
Năm 1972, Việt Nam Cộng hòa đổi tên chi khu Đăk Pét thành quận Đăk Sút để mở rộng chức năng về hành chính. Sau chiến dịch xuân - hè năm 1972, quân Giải phóng miền Nam Việt Nam giải phóng Đăk Tô - Tân Cảnh và đại bộ phận các vùng nông thôn, vùng kiểm soát của Việt Nam Cộng hòa bị thu hẹp đáng kể. Quận lỵ Đăk Tô phải chuyển về đèo Sao Mai; các chi khu Đăk Pét, Măng Đen, Măng Buk bị cô lập giữa vùng kiểm soát của quân Giải phóng. Lực lượng Việt Nam Cộng hòa chỉ còn tập trung phần lớn tại khu vực thành phố Kon Tum.
Năm 1974, quân Giải phóng tấn công tiêu diệt hoàn toàn các chi khu Đăk Pét, Măng Đen, Măng Buk. Tận dụng thời cơ thắng lớn ở Buôn Ma Thuột, ngày 16 tháng 3 năm 1975, quân giải phóng và dân chúng trong tỉnh đã nổi dậy tấn công vào đầu não của Việt Nam Cộng hòa ở nội thị, chiếm được thị xã và toàn tỉnh Kon Tum.

### Sau khi Việt Nam thống nhất

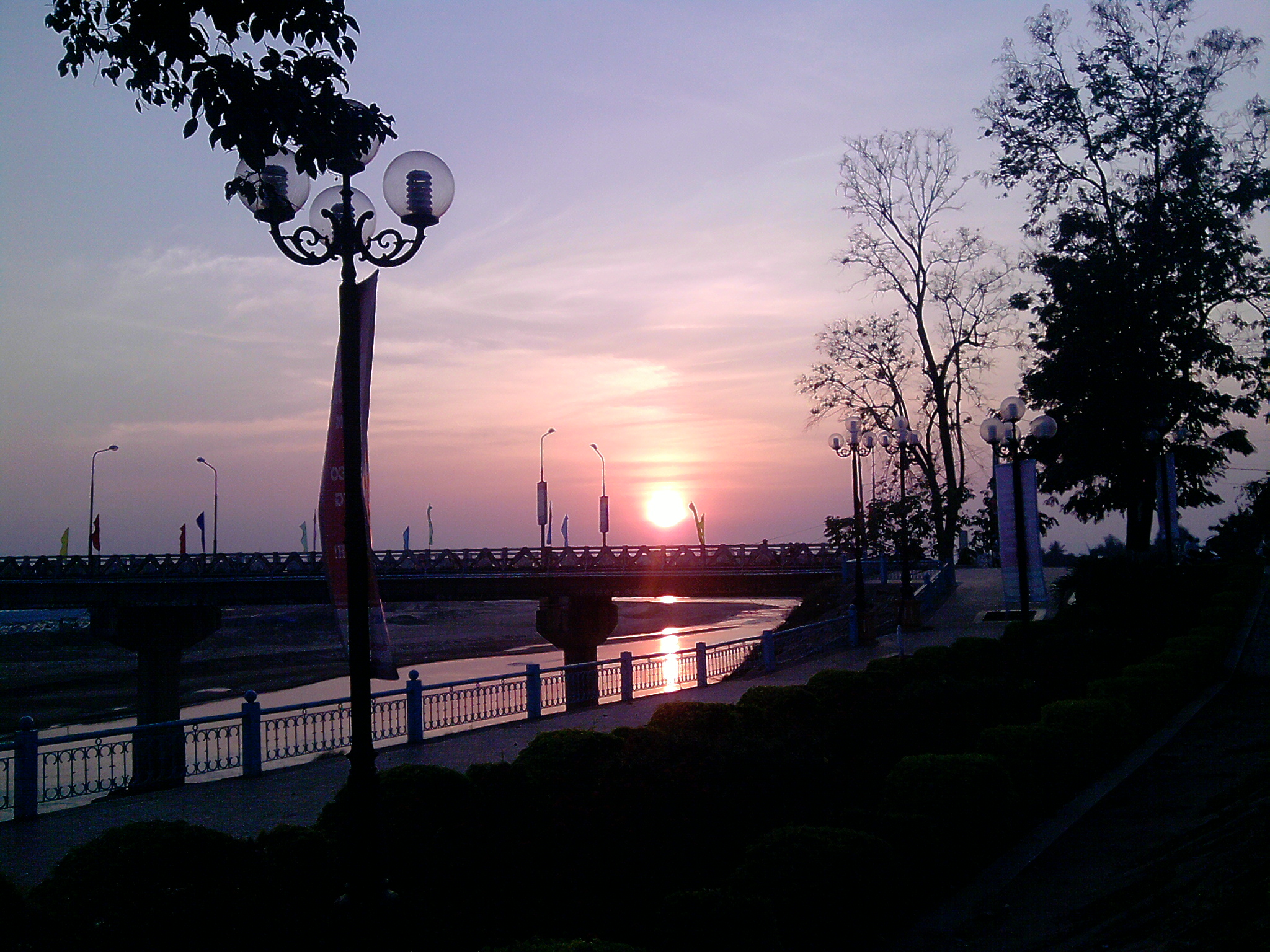
Hoàng hôn bên cầu Đăk Bla

Năm 1975, tỉnh Kon Tum sáp nhập với tỉnh Gia Lai thành tỉnh Gia Lai - Kon Tum, trên địa bàn tỉnh có thị xã Kon Tum và 3 huyện: Đăk Glei, Đăk Tô, Kon Plông.
Năm 1978, thành lập huyện Sa Thầy trên cơ sở một phần xã Đăk Tô
Năm 1979, thành lập một số xã thuộc huyện Sa Thầy: Sa Bình, Sa Sơn và Sa Nghĩa
Năm 1981, chia tách một số xã thuộc thị xã Kon Tum và các huyện Sa Thầy, Kon Plông.
- Thành lập một số đơn vị hành chính cấp xã thuộc thị xã Kon Tum:

- Thành lập xã Chư H'reng trên cơ sở một phần xã Đoàn Kết
- Thành lập xã Ngọk Réo trên cơ sở một phần xã Đắk Kấm
- Thành lập một số đơn vị hành chính cấp xã thuộc huyện Sa Thầy:

- Thành lập xã Sa Lon trên cơ sở một phần xã Kờ Rơi
- Thành lập xã Ya Xiêr trên cơ sở một phần xã Ya Ly
- Thành lập xã Sa Nhơn
- Thành lập xã Đắk Rờ Te (Kon Plông) trên cơ sở một phần xã Đắk Ruồng

Năm 1983, chia tách một số xã thuộc huyện Đăk Tô.
- Thành lập xã Văn Lem trên cơ sở một phần xã Đắk Tơ Ran
- Thành lập xã Đắk H'ring trên cơ sở một phần xã Đắk Pơ Xi
- Thành lập xã Đăk Hà trên cơ sở một phần xã Tu Mơ Rông

Năm 1984, điều chỉnh địa giới huyện Kon Plông và huyện An Khê.
- Sáp nhập một phần huyện Kon Plông (toàn bộ xã Đắk Rong và xã Kon Pne) vào huyện An Khê.

Năm 1985, chia tách một số xã thuộc huyện Kon Plông và thị xã Kon Tum.
Năm 1988, thành lập thị trấn Đăk Tô thuộc huyện Đăk Tô trên cơ sở một phần xã Tân Cảnh. Thị trấn Đăk Tô có 2.530 hécta diện tích tự nhiên và 4.818 nhân khẩu.
Năm 1990, thành lập thị trấn Sa Thầy thuộc huyện Sa Thầy.
Năm 1991, tỉnh Kon Tum được tái lập trên cơ sở chia tách tỉnh Gia Lai - Kon Tum thành hai tỉnh mới là Gia Lai và Kon Tum. Khi tách ra, tỉnh Kon Tum có 5 đơn vị hành chính gồm thị xã Kon Tum và 4 huyện: Đăk Glei, Đăk Tô, Kon Plông, Sa Thầy. Cùng năm, thành lập huyện Ngọc Hồi và thị trấn Plei Kần thuộc huyện Ngọc Hồi.
- Thành lập huyện Ngọc Hồi trên cơ sở một phần huyện Sa Thầy (toàn bộ các xã Đăk Xú, Pờ Y, Sa Lon), huyện Đăk Tô (toàn bộ xã Đắk Ang) và huyện Đăk Glei (toàn bộ xã Dục Nông).

Năm 1994, thành lập huyện Đăk Hà và thị trấn Đăk Hà thuộc huyện Đăk Hà.
- Thành lập huyện Đăk Hà trên cơ sở một phần huyện Đăk Tô (toàn bộ các xã Đắk Pxi và Đắk H'ring) và thị xã Kon Tum (toàn bộ các xã Đăk La, Hà Mòn, Đăk Ui, Ngọk Réo)
- Thành lập thị trấn Đăk Hà (Đăk Hà) trên cơ sở một phần xã Hà Mòn. Thị trấn Đăk Hà có 2.250 hécta diện tích tự nhiên với 9.957 nhân khẩu.
- Huyện Đăk Hà có 74.924,7 hécta diện tích tự nhiên với 29.840 nhân khẩu, gồm 7 đơn vị hành chính cấp xã: 6 xã và 1 thị trấn

Năm 1996, chia tách một số xã và thị trấn thuộc các huyện Kon Plông, Đăk Glei, Ngọc Hồi, Đăk Hà và thị xã Kon Tum.
- Thành lập một số đơn vị hành chính cấp xã thuộc huyện Kon Plông:

- Thành lập thị trấn Kon Plông trên cơ sở một phần xã Tân Lập. Thị trấn Kon Plông có 5.000 ha diện tích tự nhiên và 4.031 nhân khẩu.
- Thành lập xã Pờ Ê trên cơ sở một phần xã Hiếu. Xã Pờ Ê có 11.150 ha diện tích tự nhiên và 1.107 nhân khẩu.
- Thành lập một số đơn vị hành chính cấp xã thuộc huyện Đăk Glei:

- Thành lập thị trấn Đăk Glei trên cơ sở một phần xã Đắk Pék. Thị trấn Đăk Glei có 8.750 ha diện tích tự nhiên và 3.899 nhân khẩu.
- Thành lập xã Đắk Man trên cơ sở một phần xã Đắk Plô. Xã Đắk Man có 11.600 ha diện tích tự nhiên và 1.270 nhân khẩu.
- Giải thể xã Dục Nông (Ngọc Hồi). Thành lập xã Đắk Dục và xã Đắk Nông trên cơ sở toàn bộ xã Dục Nông. Xã Đắk Dục có 9.800 ha diện tích tự nhiên và 3.204 nhân khẩu. Xã Đắk Nông có 8.500 ha diện tích tự nhiên và 2.019 nhân khẩu.
- Thành lập xã Ngọk Wang (Đăk Hà) trên cơ sở một phần xã Đắk Uy và xã Ngọk Réo. Xã Ngọk Wang có 7.245 ha diện tích tự nhiên và 1.455 nhân khẩu.
- Thành lập xã Đắk Rơ Va (TX. Kon Tum) trên cơ sở một phần xã Chư H'reng. Xã Đắk Rơ Va có 2.840 ha diện tích tự nhiên và 2.038 nhân khẩu.

Năm 1998, thành lập một số phường, xã thuộc thị xã Kon Tum và huyện Đăk Hà.
- Thành lập phường Lê Lợi (TX. Kom Tum) trên cơ sở một phần các xã Chư H'reng, Đoàn Kết và Hòa Bình. Phường Lê Lợi có 395 ha diện tích tự nhiên và 3.456 nhân khẩu.
- Sáp nhập một phần xã Vinh Quang (TX. Kon Tum) vào phường Quang Trung. Thành lập phường Duy Tân (TX. Kon Tum) trên cơ sở một phần phường Quang Trung. Phường Duy Tân có 545,5 ha diện tích tự nhiên và 3.436 nhân khẩu. Phường Quang Trung có 414 ha diện tích tự nhiên và 8.421 nhân khẩu.
- Thành lập xã Đắk Mar (Đăk Hà) trên cơ sở một phần xã Đắk H'ring và xã Hà Mòn. Xã Đắk Mar có 4.658,5 ha diện tích tự nhiên và 3.799 nhân khẩu.

Năm 2001, chia tách một số xã thuộc các huyện Đăk Glei, Đăk Tô.
- Thành lập xã Xốp (Đăk Glei) trên cơ sở một phần xã Đắk Choong. Xã Xốp có 12.490 ha diện tích tự nhiên và 2.526 nhân khẩu.
- Thành lập xã Măng Ri (Đăk Tô) trên cơ sở một phần xã Măng Xăng. Xã Măng Ri có 3.497 ha diện tích tự nhiên và 1.945 nhân khẩu.
- Đổi tên xã Măng Xăng (Đăk Tô) thành xã Xê Tăng. Xã Xê Tăng có 5.893 ha diện tích tự nhiên và 1.871 nhân khẩu.
- Thành lập xã Văn Xuôi (Đăk Tô) trên cơ sở một phần xã Ngọk Yêu. Xã Văn Xuôi có 9.130 ha diện tích tự nhiên và 1.967 nhân khẩu.

Năm 2002, thành lập huyện Kon Rẫy và đổi tên thị trấn Kon Plông thành thị trấn Đắk Rve thuộc huyện Kon Rẫy.
- Huyện Kon Plông có 136.160 ha diện tích tự nhiên và 17.967 nhân khẩu, gồm 6 đơn vị hành chính trực thuộc là các xã: Đắk Ring, Ngọk Tem, Măng Bút, Măng Cành, Pờ Ê và Hiếu.
- Huyện Kon Rẫy có 88.660 ha diện tích tự nhiên và 20.992 nhân khẩu, gồm 6 đơn vị hành chính trực thuộc là các xã: Tân Lập, Đắk Ruồng, Đắk Kôi, Đắk Pne, Đắk Tờ Re và thị trấn Đắk Rve.

Năm 2003, thành lập xã Ya Tăng thuộc huyện Sa Thầy.
- Sáp nhập một phần xã Ya Xiêr vào xã Ya Ly
- Thành lập xã Ya Tăng trên cơ sở một phần xã Ya Ly. Xã Ya Tăng có 18.213 ha diện tích tự nhiên và 3.162 nhân khẩu
- Xã Ya Ly có 3.823 ha diện tích tự nhiên và 2.074 nhân khẩu. Xã Ya Xiêr có 4.704 ha diện tích tự nhiên và 2.910 nhân khẩu.

Năm 2004, thành lập một số phường, xã thuộc thị xã Kon Tum và các huyện Kon Rẫy, Ngọc Hồi, Kon Plông
- Thành lập một số phường thuộc thị xã Kon Tum:

- Thành lập phường Trần Hưng Đạo trên cơ sở một phần xã Hòa Bình. Phường Trần Hưng Đạo có 590 ha diện tích tự nhiên và 5.857 nhân khẩu.
- Thành lập phường Ngô Mây trên cơ sở một phần xã Vinh Quang. Phường Ngô Mây có 550 ha diện tích tự nhiên và 4.035 nhân khẩu.
- Thành lập phường Nguyễn Trãi trên cơ sở một phần xã Đoàn Kết. Phường Nguyễn Trãi có 600 ha diện tích tự nhiên và 3.889 nhân khẩu.
- Thành lập phường Trường Chinh trên cơ sở một phần phường Thắng Lợi và xã Đắk Blà. Phường Trường Chinh có 440,88 ha diện tích tự nhiên và 6.253 nhân khẩu.
- Thành lập xã Đắk Tơ Lung (Kon Rẫy) trên cơ sở một phần xã Đắk Ruồng. Xã Đắk Tơ Lung có 12.420 ha diện tích tự nhiên và 3.250 nhân khẩu.
- Thành lập xã Đắk Kan (Ngọc Hồi) trên cơ sở một phần xã Đắk Xú và xã Sa Loong. Xã Đắk Kan có 9.040 ha diện tích tự nhiên và 2.928 nhân khẩu.
- Thành lập một số xã thuộc huyện Kon Plông:

- Thành lập xã Đắk Long trên cơ sở một phần xã Măng Cành. Xã Đắk Long có 13.555 ha diện tích tự nhiên và 2.054 nhân khẩu.
- Thành lập xã Đắk Tăng trên cơ sở một phần xã Măng Bút. Xã Đắk Tăng có 12.100 ha diện tích tự nhiên và 2.067 nhân khẩu.
- Thành lập xã Đắk Nên trên cơ sở một phần xã Đắk Ring. Xã Đắk Nên có 12.973 ha diện tích tự nhiên và 2.027 nhân khẩu.
Năm 2005, thành lập một số xã thuộc huyện Đăk Tô và thành lập huyện Tu Mơ Rông.
- Thành lập một số xã thuộc huyện Đăk Tô:

- Thành lập xã Đắk Rơ Nga trên cơ sở một phần xã Ngọk Tụ. Xã Đắk Rơ Nga có 11.320 ha diện tích tự nhiên và 2.208 nhân khẩu.
- Thành lập xã Đắk Trăm trên cơ sở một phần xã Văn Lem. Xã Đắk Trăm có 5.277 ha diện tích tự nhiên và 3.036 nhân khẩu.
- Thành lập xã Đắk Rơ Ông trên cơ sở một phần xã Đắk Tờ Kan. Xã Đắk Rơ Ông có 6.807 ha diện tích tự nhiên và 2.619 nhân khẩu.
- Thành lập huyện Tu Mơ Rông trên cơ sở một phần huyện Đăk Tô. Huyện Tu Mơ Rông có 86.170 ha diện tích tự nhiên và 21.486 nhân khẩu, có 11 đơn vị hành chính trực thuộc là các xã Đăk Hà, Tu Mơ Rông, Măng Ri, Ngọk Lây, Tê Xăng, Văn Xuôi, Ngọk Yêu, Đắk Tờ Kan, Đắk Rơ Ông, Đắk Na, Đắk Sao.

Năm 2006, thành lập xã Hơ Moong thuộc huyện Sa Thầy.
- Sáp nhập một phần xã Sa Nghĩa (Sa Thầy), xã Hà Mòn (Đăk Hà) và xã Kroong (TX. Kon Tum) vào xã Sa Nhơn (Sa Thầy)
- Thành lập xã Hơ Moong (Sa Thầy) trên cơ sở một phần xã Sa Nhơn. Xã Hơ Moong có 6.523 ha diện tích tự nhiên và 3.532 nhân khẩu.

Năm 2008, thành lập và điều chỉnh một số xã thuộc thị xã Kon Tum và các huyện Sa Thầy, Đăk Tô.
- Thành lập xã Đắk Năng (TX. Kon Tum) trên cơ sở một phần xã Ia Chim. Xã Đak Năng có 2.291,16 ha diện tích tự nhiên và 3.210 nhân khẩu.
- Sáp nhập một phần xã Pô Kô (Đăk Tô) vào xã Diên Bình, thị trấn Đăk Tô (Đăk Tô) và xã Hơ Moong (Sa Thầy)
- Sáp nhập một phần xã Diên Bình (Đăk Tô) vào thị trấn Đăk Tô
- Sáp nhập một phần xã Sa Bình (Sa Thầy) vào xã Hơ Moong

Năm 2009, thành lập thành phố Kon Tum.
Năm 2013, thành lập và điều chỉnh một số xã, phường thuộc các huyện Đăk Hà, Sa Thầy và thành phố Kon Tum.
- Thành lập xã Đắk Long (Đăk Hà) trên cơ sở một phần xã Đắk Hring và xã Đắk Pxi. Xã Đăk Long có 5.800 ha diện tích tự nhiên và 4.401 nhân khẩu.
- Thành lập xã Đắk Ngọk (Đăk Hà) trên cơ sở một phần xã Ngọk Wang, xã Đắk Ui và thị trấn Đăk Hà. Xã Đăk Ngọk có 3.917,39 ha diện tích tự nhiên và 4.272 nhân khẩu.
- Thành lập xã Ia Dom, xã Ia Đal và xã Ia Tơi (Sa Thầy) trên cơ sở một phần xã Mô Rai. Xã la Dom có 32.254,7 ha diện tích tự nhiên và 2.299 nhân khẩu. Xã la Đal có 21.794,69 ha diện tích tự nhiên và 2.004 nhân khẩu. Xã la Tơi có 43.963,83 ha diện tích tự nhiên và 2.264 nhân khẩu.
- Sáp nhập một phần xã Vinh Quang (TP. Kom Tum) vào phường Ngô Mây. Phường Ngô Mây có 1.722,73 ha diện tích tự nhiên và 4.125 nhân khẩu.

Năm 2015, thành lập huyện Ia H'Drai trên cơ sở một phần huyện Sa Thầy. Huyện Ia H’Drai có 98.013,22 ha diện tích tự nhiên, 11.644 nhân khẩu và 03 xã Ia Dom, Ia Đal và Ia Tơi.
Năm 2019, thành lập thị trấn Măng Đen thuộc huyện Kon Plông trên cơ sở toàn bộ xã Đắk Long. Thị trấn Măng Đen có 148,07 km² diện tích tự nhiên, dân số 6.913 người.

### Các đơn vị hành chính trực thuộc
Tỉnh Kon Tum hiện có 1 thành phố và 9 huyện với 102 đơn vị hành chính cấp xã, bao gồm 10 phường, 7 thị trấn và 85 xã.
| Đơn vị hành chính cấp Huyện | Thành phố Kon Tum | Huyện Đăk Glei    | Huyện Đăk Hà      | Huyện Đăk Tô     | Huyện Ia H'Drai | Huyện Kon Plông  | Huyện Kon Rẫy    | Huyện Ngọc Hồi   | Huyện Sa Thầy     | Huyện Tu Mơ Rông |
| --------------------------- | ----------------- | ----------------- | ----------------- | ---------------- | --------------- | ---------------- | ---------------- | ---------------- | ----------------- | ---------------- |
| Diện tích (km²)             | 432,98            | 1.495             | 844,47            | 509,24           | 980,13          | 1.371,25         | 886,6            | 824              | 1.435             | 857,18           |
| Dân số (người)              | 160.724           | 39.577            | 32.305            | 38.642           | 11.644          | 27.277           | 21.000           | 41.828           | 42.703            | 25.500           |
| Mật độ dân số (người/km²)   | 371               | 27                | 38                | 76               | 12              | 18               | 24               | 51               | 30                | 30               |
| Số đơn vị hành chính        | 10 phường, 11 xã  | 1 thị trấn, 11 xã | 1 thị trấn, 10 xã | 1 thị trấn, 8 xã | 3 xã            | 1 thị trấn, 8 xã | 1 thị trấn, 6 xã | 1 thị trấn, 7 xã | 1 thị trấn, 10 xã | 11 xã            |
| Năm thành lập               | 2009              | 1975              | 1994              | 1975             | 2015            | 1975             | 2002             | 1994             | 1975              | 2005             |

Ngày 12 tháng 6 năm 2025, Quốc hội ban hành Nghị quyết về việc sắp xếp đơn vị hành chính cấp tỉnh năm 2025 (nghị quyết có hiệu lực từ ngày 12 tháng 6 năm 2025). Theo đó, sáp nhập tỉnh Kon Tum vào tỉnh Quảng Ngãi.